# Modrzejowianka
Modrzejowianka (Modrzejowica) – rzeka, lewy dopływ Iłżanki o długości 30 km. 
Przepływa obok miejscowości: Płudnica, Bujak (gdzie przepływa pod drogą krajową nr 9), Modrzejowice, Dzierzkówek Stary, Niedarczów Górny-Wieś, Niedarczów Górny-Kolonia, Kopiec i w okolicach wsi Osuchów wpada do Iłżanki. Jednym z jej dopływów jest Kobylanka.